# NGC 681
NGC 681 est une galaxie spirale intermédiaire vue par la tranche et située dans la constellation de la Baleine. On la nomme aussi la galaxie du petit sombrero,.NGC 681 a été découverte par l'astronome germano-britannique William Herschel en 1785.

## Caractéristiques
Sa vitesse par rapport au fond diffus cosmologique est de 1 485 ± 19 km/s, ce qui correspond à une distance de Hubble de 21,9 ± 1,6 Mpc (∼71,4 millions d'al).
À ce jour, six mesures non basées sur le décalage vers le rouge (redshift) donnent une distance de 38,000 ± 14,774 Mpc (∼124 millions d'al), ce qui est à l'intérieur des valeurs de la distance de Hubble.
La classe de luminosité de NGC 681 est I-II et elle présente une large raie HI.

## Groupe de NGC 681
NGC 681 est la plus brillante d'un petit groupe de galaxies auquel elle a donné son nom. Le groupe de NGC 681 renferme au moins deux autres galaxies : NGC 701 et MCG -2-5-53 (PGC 6667).